# Jardins de l'Imaginaire

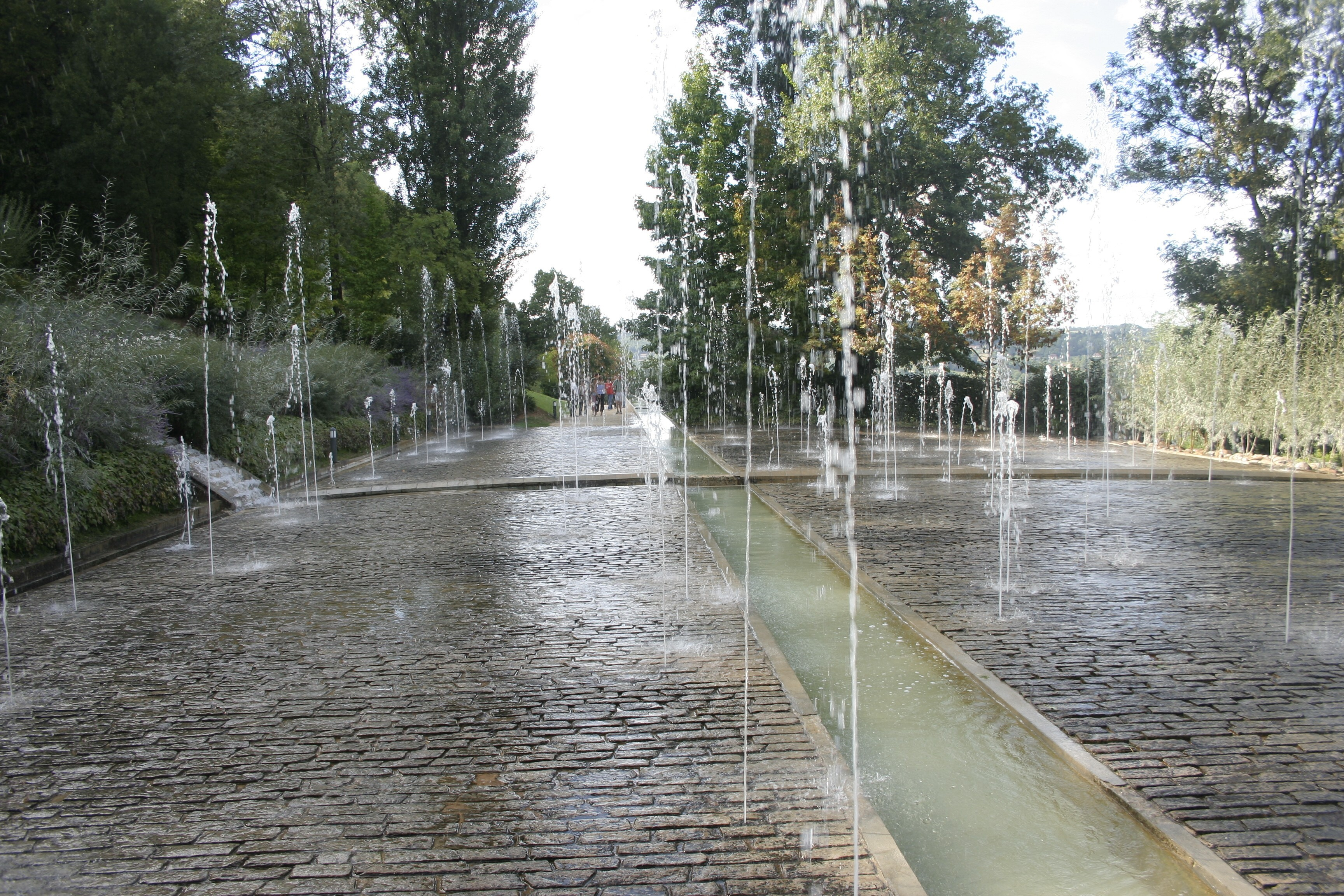

Jardins de l'Imaginaire (tj. Zahrady Neskutečna) je zahrada v obci Terrasson-Lavilledieu, v departmentu Dordogne, ve Francii. Zahrada je otevřena veřejnosti. Moderní zahrady jsou klasifikovány Výborem parků a zahrad Ministerstva kultury jako jedna z významných zahrad ve Francii.
Úprava pozemků byla navržena v roce 1996 zahradní architektkou Kathryn Gustafson a architektem Ian Ritchie. V úpravě je použito třináct živých obrazů, které reprezentují mýty a legendy o historii zahrady: Osa větrů, Perspektiva, Základní prvky zahrady, Posvátný les, Tunel vegetace, Divadlo zeleně, Vodní zahrada, Terasy z mechu, Zahrada topiary, Růžová zahrada, Kosatcová zahrada, Fontány, Vodopády a nádrže.